# Millî Görüş

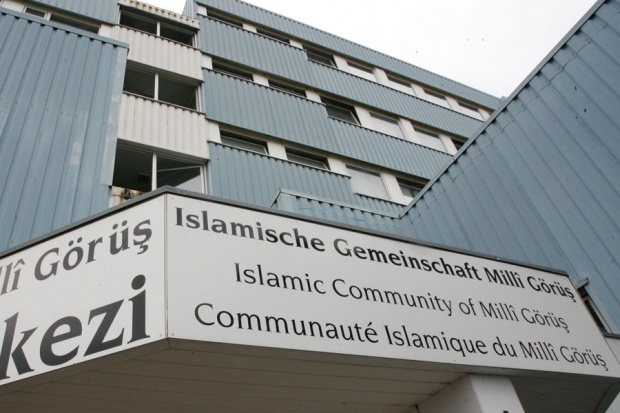
Millî Görüş högkvarter i Köln.

Millî Görüş (även Islamische Gemeinschaft Milli Görüs, IGMG) är en religiös islamistisk rörelse grundad av den turkiske politikern Necmettin Erbakan 1969 som arbetar för att ersätta den västerländska samhällsmodellen med en islamisk samhällsordning.
I Turkiet är det islamisk-konservativa partiet Saadet Partisi(en) den viktigaste företrädaren för rörelsen.
Rörelsen har kallats för en av de ledande turkiska diasporaorganisationerna i Europa och har beskrivits som den största islamistiska organisationen med verksamhet i Europa.  Termen Millî Görüş syftar även på organisationens religiösa vision, som betonar den andliga styrkan i islams tro och förklarar den muslimska världens tillbakagång som ett resultat av anpassningen till västvärldens värderingar såsom sekularism och ett olämpligt tillämpande av dess teknologi.[källa behövs]
Necmetin Erbakan  publicerade 1969 ett manifest som han gav namnet Millî Görüş. Det talade mest i allmänna termer om islamisk moral och religiös utbildning men ägnade stor uppmärksamhet åt frågor som industrialisering, utveckling och ekonomiskt oberoende. Vidare varnade han i manifestet för närmande till Europa i det han ansåg EU vara ett sionistiskt och katolskt projekt för assimilering och avislamisering av Turkiet och förespråkade  istället ett närmare ekonomiskt samarbete mellan muslimska länder.
I valet 1996 fick han flest röster och blev Turkiets förste islamistiske premiärminister. Men efter ett år avsattes han genom en oblodig kupp och hans parti förbjöds för fjärde gången.

## Europa
Millî Görüş kom till Europa via turkiska invandrare på 1970-talet.
Under 1990-talet gled de europeiska delarna av organisationen över från att engagera sig i turkisk politik och fokuserade sin verksamhet på turkiska invandrares situation i sina respektive destinationsländer. MG har drivit frågor i Tyskland som att lärare ska bära slöja, tillgång till halal-mat och könsseparerad simundervisning för pojkar och flickor.
Organisationen har kritiserats för sin hållning gentemot integration, där vissa menar att Millî Görüş förespråkar att muslimer ska behålla en separat identitet snarare än att fullt ut integreras i de europeiska samhällena. Det har också förekommit anklagelser om att rörelsen sprider antisemitism, men dessa påståenden är omstridda och bestrids av rörelsen.
År 2016 kontrollerade rörelsen över 500 moskéer runtom Europa varav mer än 300 i Tyskland.

### Sverige
Rörelsens gren i Malmö,  Isvec Milli Görus Teskilatlari, har fått hyra lokaler Malmö kommun för aktiviteter för barn och unga. I Malmö samarbetar organisationen med och får bidrag ifrån det muslimska studieförbundet Ibn Rushd.

### Tyskland
Tysklands med god marginal mest betydelsefulla islamistiska organisation är Islamische Gemeinschaft Milli Görüs(de) (IGMG), en avgrening av Millî Görüş-rörelsen från Turkiet. IGMG har representaiton i Europeiska fatwarådet (ECFR) och dess studentförening tillhör paraplyorganisationen FEMYSO.
IGMG förespråkade fram till mitten av 1990-talet en islamistisk samhälls och statsform: endast ett Allah-parti kunde finnas och inga andra. Makt utgick ifrån gudomligt ursprung och inte ifrån folket. IGMG:s samhällsideal är inriktat på konformism och tillhörigheten till islam är en viktig identitetsmarkör, idéer som mycket av IGMG:s kursverksamheter är avsedda att förankra i rörelsens deltagare. IGMG tillämpar könssegregering i sin aktiviteter. IGMG menar att bärandet av islamiska slöjor är ett påbud för både kvinnor och flickor.
IGMG verkar huvudsakligen genom socialt arbete. Förutom organisationhierarkin på nationell, regional och ortsnivå finns även målgruppsinriktade avdelningar för akademiker, kvinnor, unga eller studenter.